# 관석

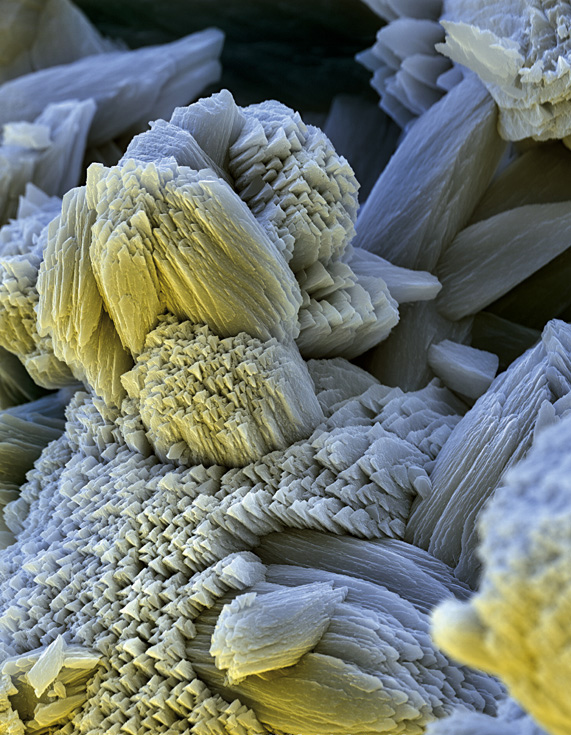

관석(罐石)이란 센물을 공업용이나 난방용으로 사용할 때 파이프 안에 남는 침전물이다.

## 상세 정보
센물은 공업용이나 난방용으로 사용하면 침전물인 관석(CaCO3)을 만들어 파이프를 막히게 하거나 열 전달을 방해하므로 센물은 공업용이나 난방용으로 사용하기에는 적당하지 않은 물이다.

## 같이 보기
- 센물
- 석회암